# Mary Fowkes
Mary Elisabeth Fowkes (* 1. November 1954 in Clayton, New York; † 15. November 2020 in Katonah, New York) war eine US-amerikanische Ärztin und Neuropathologin. Sie ist bekannt für ihre frühen Autopsien von an COVID-19 gestorbenen Patienten, mit deren Hilfe Langzeiteffekte des neuartigen Coronavirus identifiziert werden konnten. Ihre Erkenntnisse, dass Opfer mehrere Organversagen erlitten hatten, führten zu der Empfehlung, Gerinnungshemmer als Teil des Behandlungsprozesses zu verwenden.

## Herkunft und Ausbildung
Fowkes wurde am 1. November 1954 in Clayton, New York, als Sohn von Isabel und Glen Fowkes geboren. Ihre Mutter war Sozialarbeiterin und ihr Vater war Versicherer. Sie wuchs in Syracuse, New York, auf und absolvierte das College für Umweltwissenschaften der State University of New York in Syracuse, bevor sie an der SUNY Upstate Medical University in einem Doktorandenprogramm promovierte.
Sie absolvierte bis 2003 ihre Residency am Beth Israel Deaconess Medical Center in Boston, bevor sie ein Stipendium für Neuropathologie am Langone Medical Center der New York University und ein weiteres für forensische Pathologie am Büro des Chief Medical Examiner in New York erhielt. Sie trat der Icahn School of Medicine am Mount Sinai Hospital als Assistenzprofessorin für Pathologie bei, bevor sie die Leiterin der neuropathologischen Abteilung wurde.

## Forschung
Fowkes und ihr Team an der Icahn School of Medicine im Mount Sinai Hospital untersuchten COVID-19-Opfer, als noch nicht viel über das Virus und seine Auswirkungen bekannt war. Basierend auf ersten Erkenntnissen wurde die Auswirkung der Krankheit als weitgehend respiratorisch angesehen, d. h. seine Wirkung sei auf die Lunge beschränkt. Als Fowkes und ihr Team jedoch Autopsien an Patienten durchführten, stellten sie fest, dass das Virus nicht nur die Lunge, sondern auch die anderen lebenswichtigen Organe der Patienten befallen hatte. Dies führte zur Annahme, dass das Virus wahrscheinlich den Körper durch Befall von Endothelzellen durchdrungen hatte, welche die Blutgefäße auskleiden. Das Team stellte fest, dass Patienten mikroskopisch nur kleine Blutgerinnsel in einigen Organen, einschließlich der Lunge und des Herzens, hatten, jedoch signifikante Gerinnsel im Gehirn, was darauf hinweist, dass die Patienten unter Schlaganfällen gelitten hatten. Das Team fand diese Beobachtungen in einer vielfältigen Gruppe von Opfern, die von jungen Opfern, die normalerweise keine Zielgruppe für Schlaganfälle sind, bis zu älteren Opfern reicht.
Die Ergebnisse der von Fowkes und ihrem Team durchgeführten Autopsien führten zu einem vermehrten Einsatz von Gerinnungshemmern als Teil des Behandlungsprozesses, was bei vielen Patienten zu einer verbesserten Prognose führte.
Ihre Arbeit sowie die ihrer Kollegen haben dazu beigetragen, die Bedeutung von Autopsien für das Verständnis der Auswirkungen der Covid-Krankheit zu stärken. Es wird angenommen, dass die Arbeit mit oszillierenden Sägen zum Öffnen der Schädel der Opfer zur Entfernung des Gehirns sie möglicherweise aerosolisierten Knochenfragmenten und Blutstropfen ausgesetzt haben könnte. Zuvor hatte sie in einem Gespräch mit dem BBC World Service die Bedeutung der Durchführung dieser Autopsien trotz der Risiken für Ärzte wie sie, die diese Verfahren durchführten, trotz Vorsichtsmaßnahmen einschließlich persönlicher Schutzausrüstung bekräftigt.

## Tod
Fowkes starb am 15. November 2020 im Alter von 66 Jahren an einem Herzinfarkt in ihrem Zuhause in Katonah, New York.